# Het is al laat toch
Het is al laat toch is een nummer van de Nederlandse band Racoon uit 2020. Het is de eerste single van hun zevende studioalbum Spijt is iets voor later.
Het nummer is de tweede Nederlandstalige single van Racoon, na "Oceaan". Het idee voor het nummer ontstond toen Racoon een tijdlang de huisband was van De Wereld Draait Door, en nummers schreef over de onderwerpen die in de talkshow werden besproken. In diezelfde talkshow vertelde Van der Weide dat, toen het datingprogramma First Dates daar gespreksonderwerp was, bij de band de inspiratie ontstond voor "Het is al laat toch". "Dat eerste couplet ging over First Dates en toen dacht ik: dan kan het tweede couplet gaan over als je dan al zeven jaar bij die first date bent en dat je dan een beetje jeuk krijgt hier en daar", aldus van der Weide. 
Het nummer werd de grootste hit die Racoon ooit scoorde, maar door de coronapandemie ervaarde de band dat niet zo. "Zo voelt het voor ons niet. Dat is het verschil tussen theorie en praktijk. In theorie hebben we onze grootste hit ooit, maar in de praktijk hebben we er geen stuiver van meegekregen. Dat bedoel ik niet alleen in financiële maar vooral in emotionele zin. Je komt van een superkoude kermis thuis. Je hoort wel dat het nummer aanslaat, maar je ziet het zelf niet gebeuren”, aldus Van der Weide. Het valt de band dan ook zwaar dat ze het nummer nooit live hebben kunnen spelen.

## Hitnoteringen

### Nederlandse Top 40
| Hitnotering: 01-02-2020 t/m 04-07-2020 | Hitnotering: 01-02-2020 t/m 04-07-2020 | Hitnotering: 01-02-2020 t/m 04-07-2020 | Hitnotering: 01-02-2020 t/m 04-07-2020 | Hitnotering: 01-02-2020 t/m 04-07-2020 | Hitnotering: 01-02-2020 t/m 04-07-2020 | Hitnotering: 01-02-2020 t/m 04-07-2020 | Hitnotering: 01-02-2020 t/m 04-07-2020 | Hitnotering: 01-02-2020 t/m 04-07-2020 | Hitnotering: 01-02-2020 t/m 04-07-2020 | Hitnotering: 01-02-2020 t/m 04-07-2020 | Hitnotering: 01-02-2020 t/m 04-07-2020 | Hitnotering: 01-02-2020 t/m 04-07-2020 | Hitnotering: 01-02-2020 t/m 04-07-2020 | Hitnotering: 01-02-2020 t/m 04-07-2020 | Hitnotering: 01-02-2020 t/m 04-07-2020 | Hitnotering: 01-02-2020 t/m 04-07-2020 | Hitnotering: 01-02-2020 t/m 04-07-2020 | Hitnotering: 01-02-2020 t/m 04-07-2020 | Hitnotering: 01-02-2020 t/m 04-07-2020 | Hitnotering: 01-02-2020 t/m 04-07-2020 | Hitnotering: 01-02-2020 t/m 04-07-2020 | Hitnotering: 01-02-2020 t/m 04-07-2020 | Hitnotering: 01-02-2020 t/m 04-07-2020 | Hitnotering: 01-02-2020 t/m 04-07-2020 |
| Week:                                  | 1                                      | 2                                      | 3                                      | 4                                      | 5                                      | 6                                      | 7                                      | 8                                      | 9                                      | 10                                     | 11                                     | 12                                     | 13                                     | 14                                     | 15                                     | 16                                     | 17                                     | 18                                     | 19                                     | 20                                     | 21                                     | 22                                     | 23                                     |                                        |
| -------------------------------------- | -------------------------------------- | -------------------------------------- | -------------------------------------- | -------------------------------------- | -------------------------------------- | -------------------------------------- | -------------------------------------- | -------------------------------------- | -------------------------------------- | -------------------------------------- | -------------------------------------- | -------------------------------------- | -------------------------------------- | -------------------------------------- | -------------------------------------- | -------------------------------------- | -------------------------------------- | -------------------------------------- | -------------------------------------- | -------------------------------------- | -------------------------------------- | -------------------------------------- | -------------------------------------- | -------------------------------------- |
| Positie:                               | 34                                     | 15                                     | 8                                      | 6                                      | 5                                      | 5                                      | 4                                      | 3                                      | 2                                      | 3                                      | 3                                      | 5                                      | 8                                      | 9                                      | 9                                      | 12                                     | 14                                     | 19                                     | 25                                     | 33                                     | 35                                     | 36                                     | 39                                     | uit                                    |

### NederlandseSingle Top 100
| Hitnotering: (week 1 t/m 47) 01-02-2020 t/m 19-12-2020 Hitnotering: (week 48 t/m 51) 09-01-2021 t/m 30-01-2021 Hitnotering: (week 52) 27-03-2021 Hitnotering: (week 53) 10-04-2021 | Hitnotering: (week 1 t/m 47) 01-02-2020 t/m 19-12-2020 Hitnotering: (week 48 t/m 51) 09-01-2021 t/m 30-01-2021 Hitnotering: (week 52) 27-03-2021 Hitnotering: (week 53) 10-04-2021 | Hitnotering: (week 1 t/m 47) 01-02-2020 t/m 19-12-2020 Hitnotering: (week 48 t/m 51) 09-01-2021 t/m 30-01-2021 Hitnotering: (week 52) 27-03-2021 Hitnotering: (week 53) 10-04-2021 | Hitnotering: (week 1 t/m 47) 01-02-2020 t/m 19-12-2020 Hitnotering: (week 48 t/m 51) 09-01-2021 t/m 30-01-2021 Hitnotering: (week 52) 27-03-2021 Hitnotering: (week 53) 10-04-2021 | Hitnotering: (week 1 t/m 47) 01-02-2020 t/m 19-12-2020 Hitnotering: (week 48 t/m 51) 09-01-2021 t/m 30-01-2021 Hitnotering: (week 52) 27-03-2021 Hitnotering: (week 53) 10-04-2021 | Hitnotering: (week 1 t/m 47) 01-02-2020 t/m 19-12-2020 Hitnotering: (week 48 t/m 51) 09-01-2021 t/m 30-01-2021 Hitnotering: (week 52) 27-03-2021 Hitnotering: (week 53) 10-04-2021 | Hitnotering: (week 1 t/m 47) 01-02-2020 t/m 19-12-2020 Hitnotering: (week 48 t/m 51) 09-01-2021 t/m 30-01-2021 Hitnotering: (week 52) 27-03-2021 Hitnotering: (week 53) 10-04-2021 | Hitnotering: (week 1 t/m 47) 01-02-2020 t/m 19-12-2020 Hitnotering: (week 48 t/m 51) 09-01-2021 t/m 30-01-2021 Hitnotering: (week 52) 27-03-2021 Hitnotering: (week 53) 10-04-2021 | Hitnotering: (week 1 t/m 47) 01-02-2020 t/m 19-12-2020 Hitnotering: (week 48 t/m 51) 09-01-2021 t/m 30-01-2021 Hitnotering: (week 52) 27-03-2021 Hitnotering: (week 53) 10-04-2021 | Hitnotering: (week 1 t/m 47) 01-02-2020 t/m 19-12-2020 Hitnotering: (week 48 t/m 51) 09-01-2021 t/m 30-01-2021 Hitnotering: (week 52) 27-03-2021 Hitnotering: (week 53) 10-04-2021 | Hitnotering: (week 1 t/m 47) 01-02-2020 t/m 19-12-2020 Hitnotering: (week 48 t/m 51) 09-01-2021 t/m 30-01-2021 Hitnotering: (week 52) 27-03-2021 Hitnotering: (week 53) 10-04-2021 | Hitnotering: (week 1 t/m 47) 01-02-2020 t/m 19-12-2020 Hitnotering: (week 48 t/m 51) 09-01-2021 t/m 30-01-2021 Hitnotering: (week 52) 27-03-2021 Hitnotering: (week 53) 10-04-2021 | Hitnotering: (week 1 t/m 47) 01-02-2020 t/m 19-12-2020 Hitnotering: (week 48 t/m 51) 09-01-2021 t/m 30-01-2021 Hitnotering: (week 52) 27-03-2021 Hitnotering: (week 53) 10-04-2021 | Hitnotering: (week 1 t/m 47) 01-02-2020 t/m 19-12-2020 Hitnotering: (week 48 t/m 51) 09-01-2021 t/m 30-01-2021 Hitnotering: (week 52) 27-03-2021 Hitnotering: (week 53) 10-04-2021 | Hitnotering: (week 1 t/m 47) 01-02-2020 t/m 19-12-2020 Hitnotering: (week 48 t/m 51) 09-01-2021 t/m 30-01-2021 Hitnotering: (week 52) 27-03-2021 Hitnotering: (week 53) 10-04-2021 | Hitnotering: (week 1 t/m 47) 01-02-2020 t/m 19-12-2020 Hitnotering: (week 48 t/m 51) 09-01-2021 t/m 30-01-2021 Hitnotering: (week 52) 27-03-2021 Hitnotering: (week 53) 10-04-2021 | Hitnotering: (week 1 t/m 47) 01-02-2020 t/m 19-12-2020 Hitnotering: (week 48 t/m 51) 09-01-2021 t/m 30-01-2021 Hitnotering: (week 52) 27-03-2021 Hitnotering: (week 53) 10-04-2021 | Hitnotering: (week 1 t/m 47) 01-02-2020 t/m 19-12-2020 Hitnotering: (week 48 t/m 51) 09-01-2021 t/m 30-01-2021 Hitnotering: (week 52) 27-03-2021 Hitnotering: (week 53) 10-04-2021 | Hitnotering: (week 1 t/m 47) 01-02-2020 t/m 19-12-2020 Hitnotering: (week 48 t/m 51) 09-01-2021 t/m 30-01-2021 Hitnotering: (week 52) 27-03-2021 Hitnotering: (week 53) 10-04-2021 | Hitnotering: (week 1 t/m 47) 01-02-2020 t/m 19-12-2020 Hitnotering: (week 48 t/m 51) 09-01-2021 t/m 30-01-2021 Hitnotering: (week 52) 27-03-2021 Hitnotering: (week 53) 10-04-2021 |
| Week: | 1 | 2 | 3 | 4 | 5 | 6 | 7 | 8 | 9 | 10 | 11 | 12 | 13 | 14 | 15 | 16 | 17 | 18 | 19 |
| --- | --- | --- | --- | --- | --- | --- | --- | --- | --- | --- | --- | --- | --- | --- | --- | --- | --- | --- | --- |
| Positie: | 53 | 26 | 21 | 19 | 13 | 9 | 9 | 8 | 8 | 10 | 10 | 7 | 8 | 7 | 8 | 12 | 14 | 16 | 22 |
| Week: | 20 | 21 | 22 | 23 | 24 | 25 | 26 | 27 | 28 | 29 | 30 | 31 | 32 | 33 | 34 | 35 | 36 | 37 | 38 |
| Positie: | 21 | 29 | 31 | 33 | 42 | 52 | 54 | 59 | 73 | 89 | 82 | 77 | 79 | 74 | 81 | 80 | 69 | 67 | 67 |
| Week: | 39 | 40 | 41 | 42 | 43 | 44 | 45 | 46 | 47 | | 48 | 49 | 50 | 51 | | 52 | | 53 | |
| Positie: | 66 | 78 | 84 | 81 | 79 | 92 | 79 | 78 | 98 | uit | 80 | 85 | 89 | 93 | uit | 92 | uit | 100 | uit |

### NPO Radio 2 Top 2000
| Nummer met noteringen in de NPO Radio 2 Top 2000 | '20 | '21 | '22 | '23 | '24 |
| ------------------------------------------------ | --- | --- | --- | --- | --- |
| Het is al laat toch                              | 737 | 211 | 347 | 412 | 449 |

1. ↑  Een vetgedrukt getal geeft de hoogste notering aan.
2. ↑  2020 was het eerste jaar met een notering voor dit nummer.